# Club El Porvenir (fútbol femenino)
El Club El Porvenir es un club polideportivo argentino, fundado el 11 de septiembre de 1915. Tiene su sede en la ciudad de Gerli en la provincia de Buenos Aires. Su estadio lleva el nombre de Gildo Francisco Ghersinich, está construido parcialmente con tablones y cemento, tiene una capacidad de alrededor de 14 000 personas. Actualmente se desempeña en la Primera División B, segunda división del fútbol femenino argentino.
Su disciplina de fútbol femenino data desde 1998, tras una interrupción, en 2016 ha participado hasta la temporada 2023, año en el cual el equipo fue desafiliado de torneos oficiales de AFA.

## Historia

### Primera etapa
En el año 1998 tuvo su debut oficial en torneos AFA, en el Campeonato de Fútbol Femenino de ese mismo año. Integró el Grupo D, debutaron con una goleada a favor 3-0 de local en su estadio principal ante Los Andes. Culminaron en 3.ª posición en su grupo y 15.ª posición  en la tabla general con 20 unidades, sin poder clasificar a la fase final (clasificaban las dos primeras de cada grupo a cuartos de final por el título).
A pesar de ello, tuvo una buena primera campaña, y mantuvo un rendimiento regular las tres temporadas siguientes, destacando el Apertura 2001 donde acabaron en 4.ª posición con 30 puntos, a 8 de Boca Juniors, las campeonas. El Clausura 2002 fue su última temporada, y no volvieron a participar oficialmente en AFA el año siguiente.

### Regreso a la oficialidad y ascenso
Para el año 2016, luego de 14 años, El Porve volvería a disputar oficialmente en torneos AFA en el campeonato de Primera División B 2016 ingresando como equipo incorporado, esta además sería la primera edición de la Primera División B (segunda categoría) ya que hasta entonces solo existía un único torneo oficial.
Finalizaron en 2.ª posición con 57 puntos producto de 18 victorias, 3 empates y 5 derrotas, logrando así el ascenso a la Primera División A.

### 2016 - 2023
Luego de su ascenso, desde su primera temporada en la Primera División A 2016-17 (en donde culminaron anteúltimas) se han mantenido en la máxima categoría desde entonces, disputando ininterrumpidamente en torneos oficiales. Su mejor participación hasta el momento desde su regreso ha sido el 9° (noveno) puesto en la tabla general en el Campeonato 2018-19. Las blanquinegras participaron de la Copa Federal 2021, siendo eliminadas en su primer partido en octavos de final 4-2 por penales ante Luna Park luego de un empate 1-1.

#### Desafiliación
En la temporada 2023, con el equipo ya descendido al final del segundo torneo, el club decidió no disputar los encuentros restantes contra Boca Juniors y Lanús respectivamente, y se tomó la decisión de retirarse de la oficialidad nuevamente, y de esta manera la rama femenina de el Porve no disputará torneos de AFA.

## Jugadoras

### Plantel
Nota: El plantel corresponde a la última temporada oficial disputada por el equipo antes de su desafiliación.
Fuentes:

### Mercado de pases
| Mercado de pases 2022-23 | Mercado de pases 2022-23 | Mercado de pases 2022-23 | Mercado de pases 2022-23 |
| Verano 2022-23           | Verano 2022-23           | Verano 2022-23           | Verano 2022-23           |
| Altas                    | Altas                    | Bajas                    | Bajas                    |
| Jugadora(s)              | Procedencia              | Jugadora(s)              | Destino                  |
| ------------------------ | ------------------------ | ------------------------ | ------------------------ |
| Lourdes Martínez         | Racing Club              | Johanna Galliotti        | Estudiantes (BA)         |
| Juana Crotto             | Boca Juniors             | Agustina Ochiuzzi        | Excursionistas           |
| Magalí Vidal             | Boca Juniors             | Guadalupe Miño           | San Lorenzo              |
| Kony González            | Deportes Antofagasta     | Ludmila Oporto           | San Lorenzo              |
| Micaela Ayala            | Racing Club              | Maira Quintili           | UAI Urquiza              |
| Dalila Cáceres           | Racing Club              | Marisol Rodríguez        | Agente libre             |
| Melisa Guerra            | Independiente            | Melanie Torales          | Ferro Carril Oeste       |
| Florencia Méndez         | Peñarol                  | Melany López             | Excursionistas           |
| Macarena Romero          | Rosario Central          |                          |                          |
| Aldana Pérez             | Defensores de la Costa   |                          |                          |
| Jennifer Jiménez         | San Martín (Salta)       |                          |                          |
| Milagros Palminteri      | Deportivo Español        |                          |                          |
| Mariángeles Díaz         | Deportivo Español        |                          |                          |
| Yanella Gómez            | Deportivo Español        |                          |                          |
| Yoscelyn Suárez          | Deportivo Español        |                          |                          |
| Martina Carranza         | Calaveras de Pehuajó     |                          |                          |
| Invierno 2023            |                          |                          |                          |
| Altas                    | Altas                    | Bajas                    | Bajas                    |
| Jugadora(s)              | Procedencia              | Jugadora(s)              | Destino                  |
| Florencia Mercau         | FC Suðuroy               |                          |                          |

Fuentes:

## Participación en campeonatos nacionales

### Cronograma
- La competencia AFA oficial comenzó a disputarse desde 1991, El Porvenir hizo su primera aparición en 1998. No participó en torneos oficiales entre 2002 y 2016.
- En 2016 tuvo un breve paso por la segunda categoría ya que inició en abril y culminó el 1 de octubre de 2016, y el 23 de octubre de susodicho año comenzó la nueva temporada de Primera División.

## Palmarés
| Competición        | Campeón | Subcampeón | 3.er puesto |
| ------------------ | ------- | ---------- | ----------- |
| Primera División A |         |            |             |
| Primera División B |         | 2016       |             |